# أرسنال موسم 2003–04
كان موسم 2003–04 هو الموسم الثاني عشر لنادي أرسنال لكرة القدم في الدوري الإنجليزي الممتاز والموسم الثامن والسبعين على التوالي في الدرجة الأولى من كرة القدم الإنجليزية.   بدأت البطولة في الأول من يوليو 2003 وانتهت في الثلاثين من يونيو 2004، حيث أقيمت مباريات تنافسية بين شهري أغسطس ومايو. واختتم النادي حملة الدوري الإنجليزي الممتاز كبطل دون هزيمة واحدة - بسجل 26 فوزًا و12 تعادلاً. ولم يكن أداء أرسنال جيدا في الكؤوس، حيث خرج من نصف نهائي كأس الاتحاد الإنجليزي وكأس الرابطة أمام مانشستر يونايتد وميدلزبره على التوالي، وفي ربع نهائي دوري أبطال أوروبا أمام تشيلسي.
كانت الإضافة الرئيسية للفريق الأول هي حارس المرمى ينس ليمان مقابل 1.5 جنيه إسترليني وتم شراء المهاجم خوسيه أنطونيو رييس لاحقًا في فترة الانتقالات الشتوية. احتفظ أرسنال بأفضل لاعبيه ونجح في التفاوض على عقود جديدة للقائد باتريك فييرا ولاعب الوسط روبير بيريز.
شهد بداية قوية للموسم تصدر أرسنال لجدول ترتيب الدوري بعد أربع مباريات. وقد شكل تعادل الفريق مع مانشستر يونايتد في سبتمبر حلقة غير سارة بين الناديين: إذ وجه الاتحاد الإنجليزي لكرة القدم اتهامات وغرامات إلى العديد من لاعبي أرسنال بسبب دورهم في مشاجرة جماعية وقعت بعد المباراة. في نوفمبر/تشرين الثاني، فاز أرسنال على دينامو كييف بهدف واحد، والأكثر إثارة للإعجاب أنه سجل خمسة أهداف في مرمى إنتر ميلان في سان سيرو - وهما نتيجتان كانتا بمثابة البداية لحملته في دوري أبطال أوروبا. وفي مطلع العام الجديد، فاز الفريق بتسع مباريات متتالية في الدوري لتعزيز المركز الأول. في الأسبوع الأول من أبريل، خرجوا من كأس الاتحاد الإنجليزي ودوري أبطال أوروبا، ولكن بحلول نهاية الشهر كانوا قد ضمنوا مكانتهم كأبطال الدوري، بالتعادل 2-2 مع غريمهم المحلي توتنهام هوتسبير.
مثل النادي أربعة وثلاثون لاعبًا مختلفًا في خمس مسابقات وكان هناك 15 هدافًا مختلفًا. وكان هداف أرسنال للعام الثالث على التوالي هو تييري هنري، الذي سجل 39 هدفاً في 51 مباراة. وحصل الفرنسي على جائزة أفضل لاعب في الموسم من رابطة اللاعبين المحترفين في إنجلترا من زملائه، كما حصل على جائزة أفضل لاعب في الموسم من رابطة كتاب كرة القدم من قبل كتاب كرة القدم. على الرغم من أن فريق الأرسنال لم ينجح في مسابقات الكأس، إلا أن هيمنته على الدوري اعتبرها العديد من المعلقين إنجازًا مستقلاً. لقد حصلوا على لقب "اللاعبون الذين لا يقهرون"، تمامًا مثل فريق بريستون نورث إيند الذي لم يُهزم في موسم دوري كرة القدم الإنجليزية الافتتاحي (1888–89). حصل النادي على كأس ذهبية من الدوري الإنجليزي الممتاز بمجرد انتهاء الموسم وظل دون هزيمة لمدة 49 مباراة، محققًا رقمًا قياسيًا جديدًا. في عام 2012، فاز فريق أرسنال في موسم 2003–04 بجائزة "أفضل فريق" في جوائز الدوري الإنجليزي الممتاز لمدة 20 موسمًا.